# Clemens Winkler
Pour les articles homonymes, voir Winkler.
Clemens Alexandre Winkler (26 décembre 1838 - 8 octobre 1904) est un chimiste allemand, découvreur du germanium en 1886.

## Famille
Clemens Winkler est le second fils des trois fils et trois filles du métallurgiste Kurt Alexander Winkler (de) et de sa femme Elmonde Winkler née Schramm. Il est le neveu du minéralogiste August Breithaupt et le cousin du géologue Hermann Theodor Breithaupt (de). Son parrain est le chimiste Ferdinand Reich. Le chimiste Ferdinand Bischoff (de) est son beau-frère.